# Men's League for Women's Suffrage
De Men's League for Women's Suffrage was een organisatie die in 1907 in Londen werd opgericht door Henry Brailsford, Charles Corbett, Henry Nevinson, Laurence Housman, C. E. M. Joad, Hugh Franklin, Henry Harben, Gerald Gould, Charles Mansell-Moullin, Israel Zangwill en 32 anderen.
Een vergelijkbare organisatie werd in 1910 in Amerika opgericht door de linkse schrijvers Max Eastman, Laurence Housman, Henry Nevinson en anderen om vrouwenkiesrecht in de Verenigde Staten na te streven. Organisaties werden opgericht op specifieke plaatsen, waaronder New York.

## Geschiedenis in het Verenigd Koninkrijk
De organisatie werd in 1907 opgericht door Henry Brailsford, Charles Corbett, Henry Nevinson, Laurence Housman, C. E. M. Joad, Hugh Franklin, Henry Harben, Gerald Gould, Charles Mansell-Moullin, Israel Zangwill en 32 anderen.
Bertrand Russell was kandidaat voor de vrouwenrechten bij de verkiezingen van Wimbeldon in 1907.
In 1910 hadden Henry Brailsford en Lord Lytton, met toestemming van Millicent Fawcett, een voorstel opgesteld dat misschien aan de basis lag van de verklaring van vertrouwen die de organisatie van de vrouwenrechtenactivisten kreeg op 14 februari.

## Geschiedenis in de Verenigde Staten
De oprichting van de Amerikaanse tak van de organisatie kwam in 1910, toen ook andere organisaties voor vrouwenkiesrecht in opkomst waren. Eastman, een belangrijke leider bij het opzetten van de League in New York, werd ook de voorzitter van de Men's Equal Suffrage League in die staat.
Belangrijke leden waren onder andere: Stephen Wise, R. B. Cunninghame Graham, Columbia professor, John Dewey en Oswald Garrison Villard, uitgever van de New York Evening Post.